# Хайнрих IV (Лимбург)
Вижте пояснителната страница за други личности с името Хайнрих IV.
Хайнрих IV фон Лимбург (на немски: Heinrich IV von Limburg, * ок. 1200, † 25 февруари 1246) от Дом Лимбург-Арлон е от 1221 г. господар на замък Моншау, от 1225 до 1246 г. управлява графство Берг, от 1226 г. херцог на Лимбург-Долна Лотарингия и фогт на Дойц.

## Биография
Той е най-възрастният син на херцог Валрам IV от Лимбург (1175 – 1226), граф на Люксембург, и първата му съпруга Кунигунда от Моншау († пр. 1213), дъщеря на херцог Фридрих I от Лотарингия. Той е полубрат на граф Хайнрих V Люксембургски (1216 – 1281). Сестра му София фон Лимбург († 1226) е омъжена от 1210 г. за граф Фридрих фон Изенберг († 1226).
През 1221 г. баща му Валрам става херцог на Лимбург и граф на Арлон и отстъпва своето владение над Моншау на Хайнрих IV, което той дава по-късно напо-малкия си брат Валрам.
След убийство на архиепископ Енгелберт I от Кьолн през 1225 г. от Фридрих фон Изенберг и неговата група, Хайнрих фон Лимбург поема графство Берг.
Хайнрих е верен привърженик на Хоенщауфените. Той командва войската на Фридрих II през неговия Шести кръстоносен поход от 1228 до 1229 г. към Йерусалим.

## Фамилия
Хайнрих IV се жени през 1216 г. за Ирмгард фон Берг (* ок. 1204, † 11 – 13 август 1248 или 1249), наследничката на графство Берг, дъщеря на граф Адолф III фон Берг († 1218). Двамата имат децата:
- Валрам V († 14 октомври 1279), херцог на Лимбург
- Адолф IV († 1259), граф на Берг